# Aciagrion feuerborni
Aciagrion feuerborni – gatunek ważki z rodziny łątkowatych (Coenagrionidae).